# Hans Aanrud

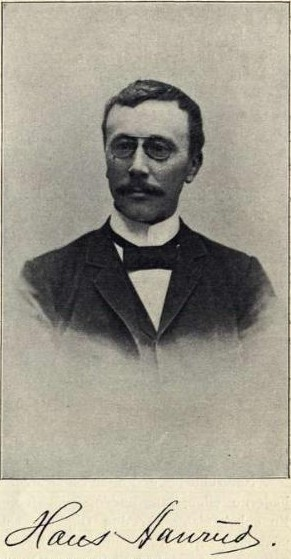
Hans Aanrud (um 1905)

Hans Aanrud (* 3. September 1863 in Vestre Gausdal (Norwegen); † 10. Januar 1953 in Oslo) war ein norwegischer Schriftsteller.

## Leben
Hans Aanrud entstammte als Sohn von Iver Aanrud (1818–1900) und Olea Kristoffersdotter (1827–1878) einer bäuerlichen Familie und wuchs in einem Bergtal in Gausdal in Mittelnorwegen auf. Als Kind arbeitete er zu Hause auf dem Hof, im Sommer auch als Hirtenjunge. Er besuchte ab 1877 eine Lateinschule in Lillehammer, brach aber später ein von ihm 1882 begonnenes Studium der Jurisprudenz und Philologie ab. Danach übte er ein Jahr lang den Beruf eines Privatlehrers in Øyer aus. Als er mit seiner Schriftstellertätigkeit erste Erfolge erzielen konnte, verlegte er seinen Wohnort 1884 nach Kristiania (heute Oslo). Dort wurde er 1890 Literatur- und Theaterkritiker bei der Zeitung Verdens Gang, nahm aber im folgenden Jahr eine Anstellung beim Journal Norske Intelligenz-Seddeler an. Er heiratete am 30. Oktober 1893 in Kristiana Vilhelmine Louise Figenschou Schjoldager (1862–1928), die Tochter eines Zollbeamten war. 1894 wanderte sein Vater nach Amerika aus. Neben seiner schriftstellerischen Tätigkeit – so veröffentlichte er etwa 1895 die Komödie Storken – wandte er sich auch dem Theater zu und wurde 1899 für einige Jahre Intendant am Theater Den Nationale Scene in Bergen. 1903 gab er seinen Beruf als Journalist auf und wirkte nun hauptsächlich als Autor. Von 1910 bis 1913 war er Vorsitzender des norwegischen Schriftstellerverbands sowie von 1911 bis 1923 literarischer Berater am Nationaltheatret in Oslo. In Anerkennung seiner Leistungen erhielt er ab 1923 vom norwegischen Staat ein jährliches Künstlergehalt. Von 1925 bis 1928 fungierte er als Literaturkritiker bei Aftenposten.

## Schriftstellerisches Schaffen
Aanrud erreichte Bekanntheit durch volkstümlich-realistische Beschreibungen des bäuerlich geprägten Lebens seines heimatlichen Tales, bevor dort das Industriezeitalter Einzug hielt. Dabei wird die Denkart der einfachen Bauern zum Teil in mundartlichen Dialogen und in ihrer schlichten, gemütlichen Ausdrucksweise vorgetragen. Die Landschaft wird stimmungsvoll beschrieben, und humorvolle Züge überwiegen bei weitem tragische Akzente. Charaktere, Handlung und Landschaftsbeschreibung bilden dabei stets eine Einheit. Oft sind Kinder die Protagonisten von Aanruds Erzählungen, die deshalb zu beliebten Kinderbüchern wurden. Aanrud selbst hatte dagegen diese Lektüre für ältere Leser intendiert. Im übrigen Skandinavien, in Großbritannien und Deutschland wurden seine Erzählungen bald in Übersetzungen verbreitet.
Zu den erfolgreichsten Erzählungen Aanruds gehört die Darstellung von Sidsel Langrock (1903), einem norwegischen Hirtenmädchen, das seinen Beinamen Langrock wegen seines überlangen Rocks, eines Weihnachtsgeschenks seines Bruders, erhält. Auch die Erzählung vom Hirtenknaben Sölve Solfeng (1910), dessen Heimat in einem Bergtal Norwegens liegt, fand große Verbreitung. Der Inhalt beider Werke dreht sich um die harten Bedingungen, unter denen die Bauernkinder fern ihrer Eltern zu arbeiten und ein kärgliches Leben zu fristen haben. Trotz dieses Berichtes über ihr hartes Los überwiegt eine optimistische Darstellungsweise.
Große Bekanntheit in Deutschland erlangten auch zwei Übersetzungen von kürzeren Erzählungen Aanruds: die Geschichtensammlungen Kroppzeug (1907) und Jungen (1910).
Außerdem beleuchtete Aanrud auf satirische Weise kleinbürgerliches Leben in der Großstadt in einigen Komödien, die aber keine große Verbreitung über die Grenzen Oslos hinaus fanden und heutzutage nahezu unbekannt sind. In der Komödie Der Storch (1895), die in Kristiana am Ende des 19. Jahrhunderts spielt, versucht ein naiver Kontorist, Kontakte in die besseren Gesellschaftskreise zu knüpfen, wird aber von einem seine Ahnungslosigkeit ausnützenden königlichen Bevollmächtigten immer wieder hereingelegt und kommt erst zum Schluss hinter die Wahrheit. Aanrud verspottet in dieser Komödie affektierte und verlogene Handlungsweisen. Er wünschte sich eine positive Beeinflussung des von ihm als wurzellos und morbid betrachteten Stadtlebens durch die gesunde und innerlich kraftvolle bäuerliche Welt, letztlich eine Annäherung der städtischen und der ländlichen Kultur.

## Werke (Auswahl)
Einzeltitel
- Storken. 1895.
  - Deutsch: Der Storch. Komödie in 3 Akten. Einzig berechtigte, vom Verfasser durchgesehene deutsche Ausgabe von Gustav Morgenstern. Emil Gräfe, Leipzig 1896.
- En Vinternat og andre Fortællinger. 1896.
  - Deutsch: Eine Winternacht und andere Erzählungen. 1928.
- Hanen. 1898.
- Sidsel Sidsærk. 1903.
  - Deutsch: Sidsel Langröckchen. 1907.
  - Vollständige Neuübersetzung: Sidsel Langrock. Krause Verlag, Bern 2024, ISBN 978-3-907409-14-5
- Sølve Solfeng. 1910.
  - Deutsch: Sölve Solfeng, das Sonntagskind. 1911.
  - Vollständige Neuübersetzung: Sölve Sonnenfang. Krause Verlag, Bern 2025, ISBN 978-3-907409-11-4
- Fortællinger for Barn. 1917.
- Sølve Suntrap. 1926.

Werkausgaben
- Gesammelte Werke. 1914–1915 (6 Bände).
- Gesammelte Werke. 1943 (3 Bände).